# ヒロインくん
『ヒロインくん』は、よしかわ進による日本の漫画作品。『てれびくん』（小学館）にて1979年11月から1981年8月まで連載され、番外編が『コロコロコミック増刊号』（同）に2回掲載（1980年夏休み号、冬休み号）された。ほぼ同時期に『コロコロコミック』に連載された『おじゃまユーレイくん』と並んで、作者の代表作として知られる。
連載された際のアオリは「おしっこおもらしまんが」。
性転換を題材にしたコメディである。長い間単行本化されなかったが、2001年に笠倉出版社より単行本化された。単行本発行後、2002年冬のコミックマーケットで頒布された同人誌に続編が描かれ、以後も続編が継続的に発表されている。

## 概要
主人公の小学生男子・広印アキラ君は、女の子が欲しかった母親のために化学者である父親が作った「男を女に変える薬」を飲まされて女の子になってしまう。元に戻る薬ができるまで女の子として生活することを余儀なくされたアキラ君の周囲に起きる出来事を描くコメディ漫画。
性転換してしまったため、バレないように仕方なく転校するが、転校先のクラスで偶然にも前の学校で同級生だった女の子と一緒になってしまったためにあっさりとバレてしまい、しかもその直後にクラスメイトに真偽を確かめるべく全裸にされてしまう。
連載後半では元に戻りたいというアキラ君の強い要望もあり、父親が「女を男に変える薬」を作って飲ませようとしたが、手違いで別の女の子に飲まれてしまい、今度はその女の子が男の子になってまた一騒動が起きてしまうという場面もあった。